# André Drouart
André Drouart (Elsene, 23 maart 1957) is een voormalig Belgisch politicus voor Ecolo.

## Levensloop
Drouart behaalde in 1979 een licentie in de geografische wetenschappen en in 1980 een aggregaat in dezelfde richting aan de UCL. Van 1980 tot 1989 en van 2007 tot 2017 werkte hij als leraar aardrijkskunde in de middelbare school Institut Notre-Dame in Anderlecht en van 2009 tot 2017 was hij tevens hoofdassistent en docent aan de pedagogische hogeschool Institut Supérieur de Pédagogie Galilée.
Hij trad in 1982 toe tot de partij Ecolo en zetelde voor deze partij van 1983 tot 1989 in de gemeenteraad van Anderlecht. Vervolgens zetelde hij van juni 1989 tot juni 1999 in het Brussels Hoofdstedelijk Parlement, waar hij van 1989 tot 1995 secretaris was en zetelde in de commissies Financiën, Begroting, Openbaar Ambt, Externe Betrekkingen en Algemene Zaken (1989-1991) en Binnenlandse Zaken en Lokale Besturen (1991-1995). Van juni 1995 tot juni 1999 had Drouart tevens zitting in het Parlement van de Franse Gemeenschap, waar hij actief was in de commissie Onderwijs.
Van 2001 tot 2012 zetelde Drouart opnieuw in de gemeenteraad van Anderlecht. Van 2001 tot 2006 was hij er schepen van Participatie, Verenigingsleven, Sport en Jeugd. 
Zijn zoon Jérémie Drouart werd ook politiek actief.